# Gonystylus

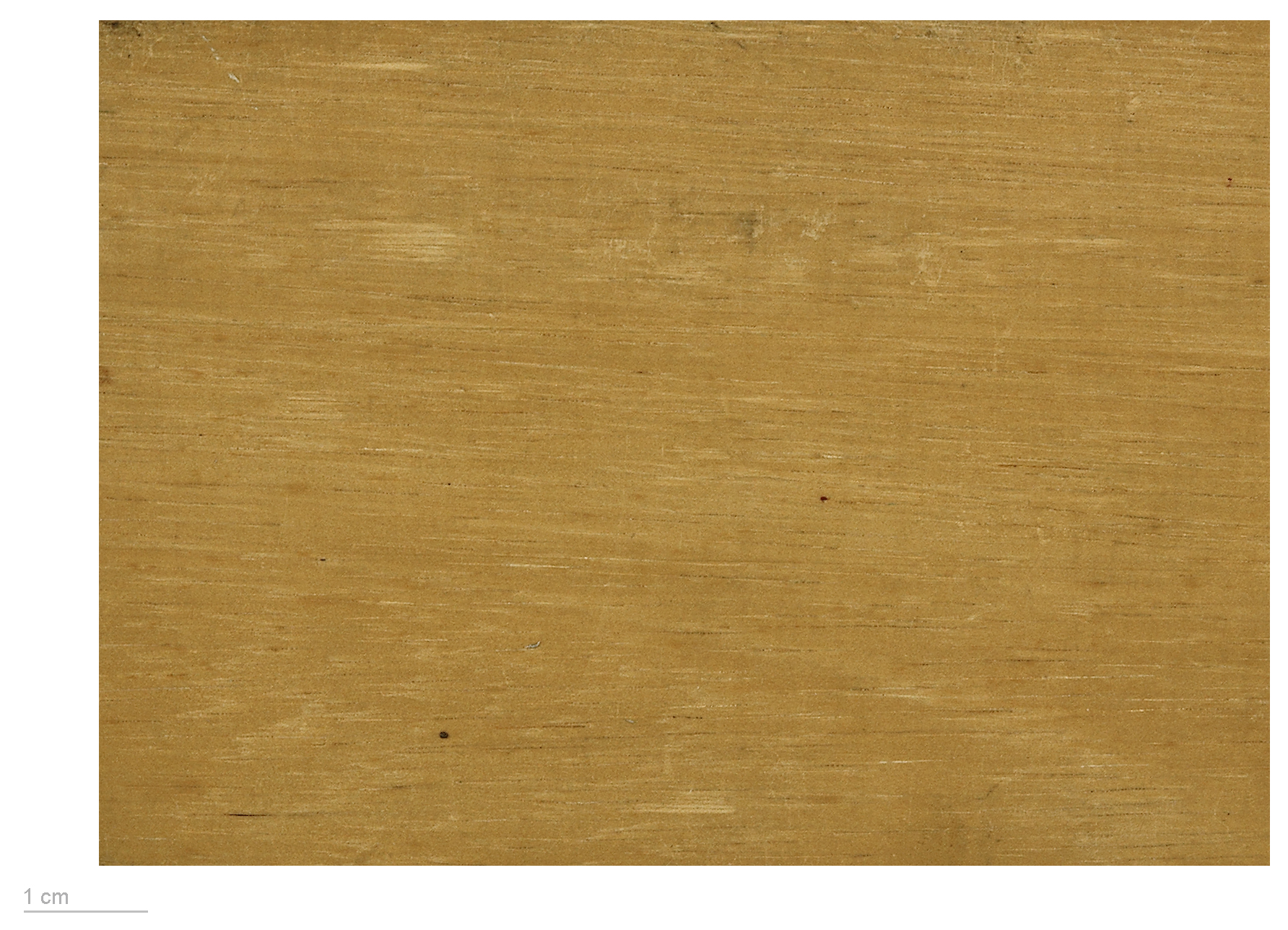
Gonystylus spp.

Gonystylus es un género de unas 30 especies de árboles nativos del sudeste de Asia, en Malasia, Singapur, Indonesia, Brunéi, las  Filipinas, y  Papúa Nueva Guinea, con la más amplia diversidad en Borneo.
Es un árbol de tamaño medio que alcanza una altura de 24 metros con una gran copa. Crece lentamente en las selvas lluviosas. 
Su blanca madera es a menudo usada para la construcción de muebles para los niños, por su dureza y coloración. Su explotación lo ha convertido en una especie en peligro de extinción.

## Especies seleccionadas
Gonystylus affinis

Gonystylus bancanus

Gonystylus calophylloides

Gonystylus confusus

Gonystylus consanguineus

Gonystylus costalis

Gonystylus decipiens

Gonystylus forbesii

Gonystylus glaucescens

Gonystylus keithii

Gonystylus lucidulus

Gonystylus macrophyllus

Gonystylus maingayi

Gonystylus miquelianus

Gonystylus nervosus

Gonystylus nobilis

Gonystylus pendulus

Gonystylus spectabilis

Gonystylus stenosepalus

Gonystylus velutinus

Gonystylus xylocarpus